# Никольский, Михаил Сергеевич
Михаил Сергеевич Никольский (род. 1941) — советский, российский математик, доктор физико-математических наук (1977), профессор кафедры оптимального управления факультета ВМК МГУ, ведущий научный сотрудник Математического института РАН.

## Биография
Родился 12 октября 1941 года в Ижевске. Отец — математик С. М. Никольский.
Окончил механико-математический факультет МГУ (1963) и аспирантуру (1966).
Кандидат физико-математических наук (1966), тема диссертации: «Некоторые задачи с малым параметром для параболических уравнений» (научный руководитель Е. Ф. Мищенко). Доктор физико-математических наук (1977), тема диссертации: «Некоторые задачи теории дифференциальных игр преследования-убегания». Учёное звание — профессор (1982).
С 1970 года работает на кафедре оптимального управления факультета ВМК МГУ: доцент, с 1982 года — профессор. Читает лекционный курс «Дифференциальные игры». По совместительству — ведущий научный сотрудник Отдела дифференциальных уравнений МИРАН.
Область научных интересов: дифференциальные игры, теория оптимального управления.
Основные научные исследования посвящены дифференциальным играм и качественным задачам теории оптимального управления. Создал эффективные методы решения задачи преследования и задачи убегания.
Подготовил 16 кандидатов наук. Автор более 100 научных работ, в том числе учебного пособия «Первый прямой метод Л. С. Понтpягина в дифференциальных играх» — М.: изд. МГУ, 1984.